# Brooklyn (film, 2014)
Pour les articles homonymes, voir Brooklyn (homonymie) et Brooklyn (film, 2015).
Pour plus de détails, voir Fiche technique et Distribution.
Brooklyn est un drame français écrit, produit et réalisé par Pascal Tessaud, sorti en 2014.
Le film a été présenté au festival de Cannes 2014 dans la sélection de l'ACID.

## Synopsis
Coralie, jeune rappeuse suisse de 22 ans se produisant sous le nom de Brooklyn, quitte son pays et un père qui ne la comprend plus pour s’installer à Saint-Denis, en banlieue parisienne. Logée chez Odette, une vieille dame qui adoucit ses journées au cannabis, elle trouve un petit job dans une association musicale de quartier. Lors d’une soirée slam, elle est poussée sur la scène par l’un des animateurs. D’abord hésitante, elle conquiert son public et tape dans l’œil de l’étoile montante du quartier, le jeune rappeur Issa.

## Fiche technique
- Titre original : Brooklyn
- Réalisateur : Pascal Tessaud
- Scénario : Pascal Tessaud
- Assistant réalisateur : Fouad Sassi
- Photographie : Fabien Rodesch et Sébastien Bages
- Montage : Amandine Normand et Nicolas Milteau
- Musique : Khulibaï
- Chef décorateur/Accessoiriste : Thierry Jaulin
- Son : Alexandre Abrard
- Producteur : Les Enfants de la Dalle
- Directrice de Production : Laurie Pezeron
- Pays d’origine :  France
- Langue originale : français
- Durée : 83 minutes
- Dates de sortie : 
  - France - mai 2014 (présentation au Festival de Cannes)
  - France - 23 septembre 2015

## Distribution
- KT Gorique : Coralie
- Rafal Uchiwa : Issa
- Jalil Naciri : Yazid
- Liliane Rovère : Odette
- Véronique Ruggia : Élisabeth
- Despee Gonzales : Diego
- Blade MC : Toni
- Babali Show : Cooly Boy
- Houaby  : Houaby
- Akram Boutadjine  : Akram
- Inaya  : Inaya
- Sarah Guem : Sarah
- Manon Leroy   : Nathalie
- Jean-Paul Bathany  : Le père de Coralie

## Production

### Naissance du projet
Le film Brooklyn est né de la volonté du réalisateur Pascal Tessaud de réaliser son premier long métrage sur un pan de la culture populaire peu ou pas représentée dans le cinéma français. Il tenait à montrer, à travers la culture hip-hop, la richesse en France d'une culture métissée.

## Festivals
- New York (Urbanworld Film Festival)
- Trinité-et-Tobago (TTFF)
- Milan (MFF)
- Amsterdam (DBUFF)